# Equazione di Rankine-Hugoniot
In fluidodinamica, l'equazione di Rankine-Hugoniot è una equazione differenziale ordinaria in due variabili derivata dalle equazioni di Eulero per un fluido inviscido nel caso di un'onda d'urto ortogonale al flusso in entrata.

## Trattazione semplificata
A partire dalla conservazione della portata, e dell'entropia e con l'assenza di lavoro isocoro, rispettivamente:
{\displaystyle \left\{{\begin{matrix}\operatorname {d} (\rho Av)=0\\\operatorname {v} \operatorname {d} v+p\operatorname {d} {\frac {1}{\rho }}=0\\\end{matrix}}\right.},
Esplicitando in base alla regola di Leibniz la prima equazione ed esprimendo pressione p in densità e numero di Mach, si ottiene:
{\displaystyle \left\{{\begin{matrix}{\frac {\operatorname {d} \rho }{\rho }}+{\frac {\operatorname {d} A}{A}}+{\frac {\operatorname {d} v}{v}}=0\\{\frac {\operatorname {d} v}{v}}+{\mathrm {Ma} ^{-2}}{\frac {\operatorname {d} {\rho }}{\rho }}=0\\\end{matrix}}\right.}
Equivalenti alle equazioni di Hugoniot:
- {\displaystyle {\frac {\operatorname {d} A}{A}}-{\frac {1-\mathrm {Ma} ^{2}}{\mathrm {Ma} ^{2}}}{\frac {\operatorname {d} \rho }{\rho }}=0}
- {\displaystyle {\frac {\operatorname {d} A}{A}}+(1-\mathrm {Ma} ^{2}){\frac {\operatorname {d} v}{v}}=0}
- {\displaystyle {\frac {\operatorname {d} A}{A}}-(1-\mathrm {Ma} ^{2}){\frac {\operatorname {d} p}{\rho v^{2}}}=0}

La seconda equazione dimostra chiaramente come, se si voglia accelerare una portata, occorra un condotto convergente in regime subsonico e divergente in regime supersonico. La terza equazione dimostra che con un condotto convergente, in regime subsonico,  si realizza un'espansione (e si parla di ugello), mentre in regime supersonico una compressione (e si parla di diffusore).

## Trattazione generale
Si consideri un flusso regolare e monodimensionale, soggetto alle equazioni di Eulero e si imponga la conservazione di massa, quantità di moto ed energia. Sotto queste ipotesi, si perviene a tre equazioni, nelle quali si semplificano le due velocità  {\displaystyle u_{1}} and {\displaystyle u_{2}}.
Usualmente, si denotano le condizioni del flusso a monte con il pedice "1" e con il pedice "2" quelle del flusso a valle. In questo contesto, {\displaystyle \rho } è la densità, {\displaystyle u} la velocità, {\displaystyle p} la pressione.  Con {\displaystyle e} indichiamo l'energia interna per unità di massa.
Se a questo punto si considera un gas ideale, l'equazione di stato assume la forma {\displaystyle p=\rho (\gamma -1)e}. Ricordiamo che {\displaystyle \gamma } è il coefficiente isoentropico.
Le seguenti equazioni, dette equazioni di Hugoniot, indicano rispettivamente la conservazione della massa, della quantità di moto e dell'energia, ipotizzate in precedenza:
{\displaystyle \rho _{1}u_{1}=\rho _{2}u_{2}}
{\displaystyle p_{1}+\rho _{1}u_{1}^{2}=p_{2}+\rho _{2}u_{2}^{2}}
{\displaystyle u_{1}\left(p_{1}+\rho _{1}e_{1}+\rho _{1}u_{1}^{2}/2\right)=u_{2}\left(p_{2}+\rho _{2}e_{2}+\rho _{2}u_{2}^{2}/2\right)}
Si notino le tre componenti dell'energia: il lavoro meccanico (o variazione di energia potenziale), l'energia interna (cinetica microscopica) e l'energia cinetica macroscopica.
Risolvendo le prime due equazioni rispetto ad {\displaystyle u_{1}} e {\displaystyle u_{2}} per eliminare le due velocità e sostituendo nell'ultima, si arriva alla seguente equazione:
{\displaystyle 2\left(h_{2}-h_{1}\right)=\left(p_{2}-p_{1}\right)\cdot \left({\frac {1}{\rho _{1}}}+{\frac {1}{\rho _{2}}}\right)},
dove {\displaystyle h={\frac {p}{\rho }}+e} è l'entalpia.
Poiché le pressioni sono entrambe positive, il rapporto delle densità non è mai maggiore di {\displaystyle (\gamma +1)/(\gamma -1)}, oppure di 6 nel caso dell'aria (per la quale  {\displaystyle \gamma } vale circa 1,4).
Al crescere della forza dell'onda d'urto, il gas del flusso a valle diviene sempre più caldo, il rapporto delle densità {\displaystyle \rho _{2}/\rho _{1}} tende ad un limite finito, pari a 4 per un gas monoatomico ({\displaystyle \gamma } = 5/3), e a 6 per un gas biatomico ({\displaystyle \gamma ={\frac {7/2}{5/2}}=1{,}4}).